# Bataille de Rachaya
Grande révolte syrienne
La bataille de Rachaya opposa pendant 4 jours, du 20 au 24 novembre 1925, les rebelles druzes aux forces françaises de l'armée du Levant devant la citadelle de Rachaya pendant la grande révolte syrienne contre le mandat français sur la Syrie et le Liban.

## Prélude
À la suite de l'intense bombardement de Damas par les Français dans la foulée de la brève prise de la ville par les rebelles commandés par Hasan al-Kharrat et Nasib al-Bakri , le 18 octobre 1925, ces derniers se replièrent vers Ghouta dans la proche banlieue. Le 26 octobre, Zayd al-Atrash, l'un des chefs rebelles Druzes et frère du Sultan al-Atrash, essaya de mener une incursion dans le quartier Maydan de Damas. Mais il dut se retirer rapidement à la demande des notables du quartier par crainte des menaces de bombardements des Français. Pendant ce temps, de nombreux combats opposaient dans la périphérie est de la ville les rebelles aux forces françaises, composées de la Légion étrangère française, des cavaliers circassiens et des spahis marocains. Ces troupes se livrèrent à de nombreux pillages dans les villages de la région, contribuant à renforcer le sentiment antifrançais parmi les nationalistes arabes à Damas. Le nombre croissant de sans-abris dû aux exactions des troupes contribua à accroître le recrutement des forces rebelles.
En novembre, les forces rebelles contrôlaient toute la région nord de la plaine de Ghouta incluant les montagnes du Liban et allant au nord jusqu'au an-Nabk et sur les pentes orientales du mont Hermon. Cette zone marquait la limite sud-ouest de l'Anti-Liban. Dans cette dernière région, Zayd commença à préparer les paysans pour une insurrection contre le sud Liban. Les intentions de Zayd étaient d'établir un contact direct avec les Druzes du mont Liban dans le but de répandre l'insurrection et de couper aux Français la liaison entre Damas et les ports du Liban, ainsi que la liaison ferroviaire entre Damas et Beyrouth. Le 9 novembre, les forces de Zayd se saisir d'Hasbaïa dans la région de Wadi al-Taym, à l'ouest du mont Hermon dans le sud du Liban. Les jours suivants, ils prirent le contrôle de Kawkaba, tuant plusieurs habitants maronites. Zayd prit aussi le contrôle de Marjayoun.
L'expansion de la révolte antifrançaise au Liban et la menace qu'elle faisait peser sur les chrétiens de la région inquiéta les populations. Cette menace inquiétait aussi les autorités françaises qui craignaient que la révolte des Druzes et des musulmans chiites du Sud-Liban puisse dégénérer en un conflit religieux régional.
Le 5 novembre, les cavaliers de la Légion étrangère prirent leurs quartiers dans le fort de Rachaya. Il s'agissait du 4e escadron du 1er régiment étranger de cavalerie (1er REC), fort d'une centaine d'hommes et commandé par le capitaine Landriau,. À cette époque, le village de Rachaya comptait environ 3 000 habitants. Le fort était situé sur une colline au-dessus de la ville ; il était de petite taille et partiellement en ruine,. Les vols de reconnaissance français permirent de déterminer que les troupes druzes, d'environ 3 000 hommes étaient basées à proximité du village. Le quartier général des troupes françaises fut alors renforcé pendant que des patrouilles furent envoyées autour de la ville. Le 18 novembre, deux unités françaises tombèrent en embuscade et deux hommes furent tués par les troupes de Zayd ; trois autres furent blessés et trois portés disparus,.

## Bataille
Le 20 novembre, Zayd et ses combattants ouvrirent un feu nourri contre les positions françaises dans Rachaya depuis les collines avoisinantes,. Profitant de la tombée de la nuit, les rebelles s'infiltrèrent par des brèches dans la défense et se saisirent d'une partie de la forteresse. Ils furent obligés de rebrousser chemin devant la défense française, mais revinrent à l'assaut les jours suivants avec des renforts. De violents combats s'ensuivirent dans l'enceinte de la forteresse pendant trois jours, jusqu'à ce qu'une charge à la baïonnette française oblige les rebelles à se replier à l'extérieur. Les combats furent marqués par de nombreux affrontements au corps-à-corps. Après ces trois jours d'affrontements, le sol était jonché de cadavres et de blessés des deux camps, ainsi que de carcasses de chevaux et de dromadaires.
Après avoir repoussé les rebelles, les troupes françaises envoyèrent des pigeons voyageurs (il y en avait 6 pour la garnison) afin de demander des renforts au commandement de la région. Pendant ce temps, quarante à cinquante hommes de l'escadron Landriau avaient été tués ou blessés et personne n'avait dormi pendant trois jours et trois nuits,. A court de munitions (il ne restait plus de grenades et une quinzaine de munitions par soldat), Landriau décida de « faire Camerone » en lançant un ultime assaut afin de tenter de briser l'encerclement,.
« Faire Camerone » fait référence à la bataille de Camerone (30 avril 1863) entre la Légion étrangère française et l'armée mexicaine. Cette tactique désespérée devait entrainer les hommes dans une charge à la baïonnette sur les troupes ennemies, dans ce cas, les hommes de Zayd. Landriau demanda à ses hommes de conserver chacun une dernière cartouche afin de pouvoir se suicider en cas de capture pour éviter une terrible torture en captivité. Avant que Landriau ne puisse lancer sa charge, l'aviation française arriva pour bombarder les rebelles rassemblés autour de la forteresse et l'unité fut renforcée par l'arrivée d'une première colonne de secours du 6e régiment de Spahis, puis une seconde colonne du 21e régiment de tirailleurs algériens. Par la suite, les forces de Zayd se replièrent dans les montagnes de l'Anti-Liban.

## Conséquences
À la fin de cette bataille, on dénombra plus de 400 morts chez les rebelles (et au moins 34 blessés) pour 58 tués et blessés au sein du 4e escadron du capitaine Landriau.
Des combats se poursuivirent entre Druzes et Français dans la région du mont Hermon, en particulier à Mas'ade et Majdal Shams, pendant les dernières semaines de 1925. Le 5 décembre, les forces aériennes françaises bombardaient Hasbaïa afin de reprendre le village. Hasbaïa et Rachaya marquèrent le point d'orgue de la grande révolte syrienne au Liban. L'activité des rebelles continua au Liban mais à la fin de 1925, il n'y avait plus d'unité organisée importante.
À l'issue de la brève prise de Damas, l'une des conséquences les plus immédiates fut le rappel du haut-commissaire, le général Maurice Sarrail et son remplacement par un homme politique civil, Henry de Jouvenel. La défaite des rebelles à Rachaya marqua un tournant dans la révolte et la reprise en main par les forces françaises. Au printemps 1926, il était possible de considérer que les rebelles avaient été défaits ; mais des affrontements sporadiques se poursuivirent jusqu'à l'été 1927, sans grande action de combat.